# 묘유권
천문학에서 묘유선(卯酉線, prime vertical)은 천정을 지나는 자오선과 수직으로 접하는 가상의 선을 말하며, 이 선이 지나는 지역은 묘유권(卯酉圈)이라 한다. 동쪽(묘)과 서쪽(유)을 연결하는 선이라 이 이름이 붙었다.

## 같이 보기
- 위선
- 자오권/경선